# Patsy Rowlands
Pour les articles homonymes, voir Rowlands.
Patsy Rowlands (Londres, 19 janvier 1931 - Hove, 22 janvier 2005) est une actrice britannique. 

## Filmographie

### Cinéma
- 1961 : In the Doghouse
- 1963 : Docteur ne coupez pas
- 1972 : Alice au pays des merveilles
- 1977 : Joseph Andrews
- 2002 : La Princesse au petit pois

### Télévision
- 1969 : Saison 6 de Chapeau melon et bottes de cuir, épisode 21